# Marginaria argyrata
Marginaria argyrata là một loài dương xỉ trong họ Polypodiaceae. Loài này được Bory mô tả khoa học đầu tiên năm 1826.
Danh pháp khoa học của loài này chưa được làm sáng tỏ. 